# Marlene Warfield
Marlene Warfield (ur. 19 czerwca 1940 w Queens, Nowy Jork) – amerykańska aktorka.
Grała w kinie oraz amerykańskiej telewizji, m.in. jako Victorie Butterfield w Sitcomie pod tytułem Maude (1977–78).